# Calliclinus
Calliclinus is een geslacht van straalvinnige vissen uit de familie van slijmvissen (Labrisomidae).

## Soorten
- Calliclinus geniguttatus (Valenciennes, 1836)
- Calliclinus nudiventris Cervigón & Pequeño, 1979